# Tomasz Smoleń
Tomasz Smoleń   (Tuchów, 3 de febrer de 1983) va ser un ciclista polonès, professional del 2009 al 2014.

## Palmarès
Palmares.
- 2005
  - Vencedor d'una etapa al Tour Nord-Isère
- 2006
  - Vencedor d'una etapa al Tour del Loiret
  - Vencedor d'una etapa al Tour de Moselle
- 2007
  - 1r a la París-Chauny
  - 1r al Gran Premi de Chardonnay
- 2008
  - Vencedor d'una etapa al Tour del Franc-Comptat
  - Vencedor d'una etapa al Tour de la Creuse
  - Vencedor d'una etapa al Tour de Côte-d'Or
- 2009
  - Vencedor d'una etapa a la Szlakiem Grodów Piastowskich
  - Vencedor d'una etapa a la Małopolski Wyścig Górski
- 2010
  - Vencedor d'una etapa al Tour de Taiwan
  - Vencedor d'una etapa a la Małopolski Wyścig Górski
- 2012
  - 1r al Memorial Andrzej Trochanowski
  - Vencedor d'una etapa a la Volta a Eslovàquia
  - Vencedor d'una etapa a l'Okolo jižních Čech